# Nassenbeuren

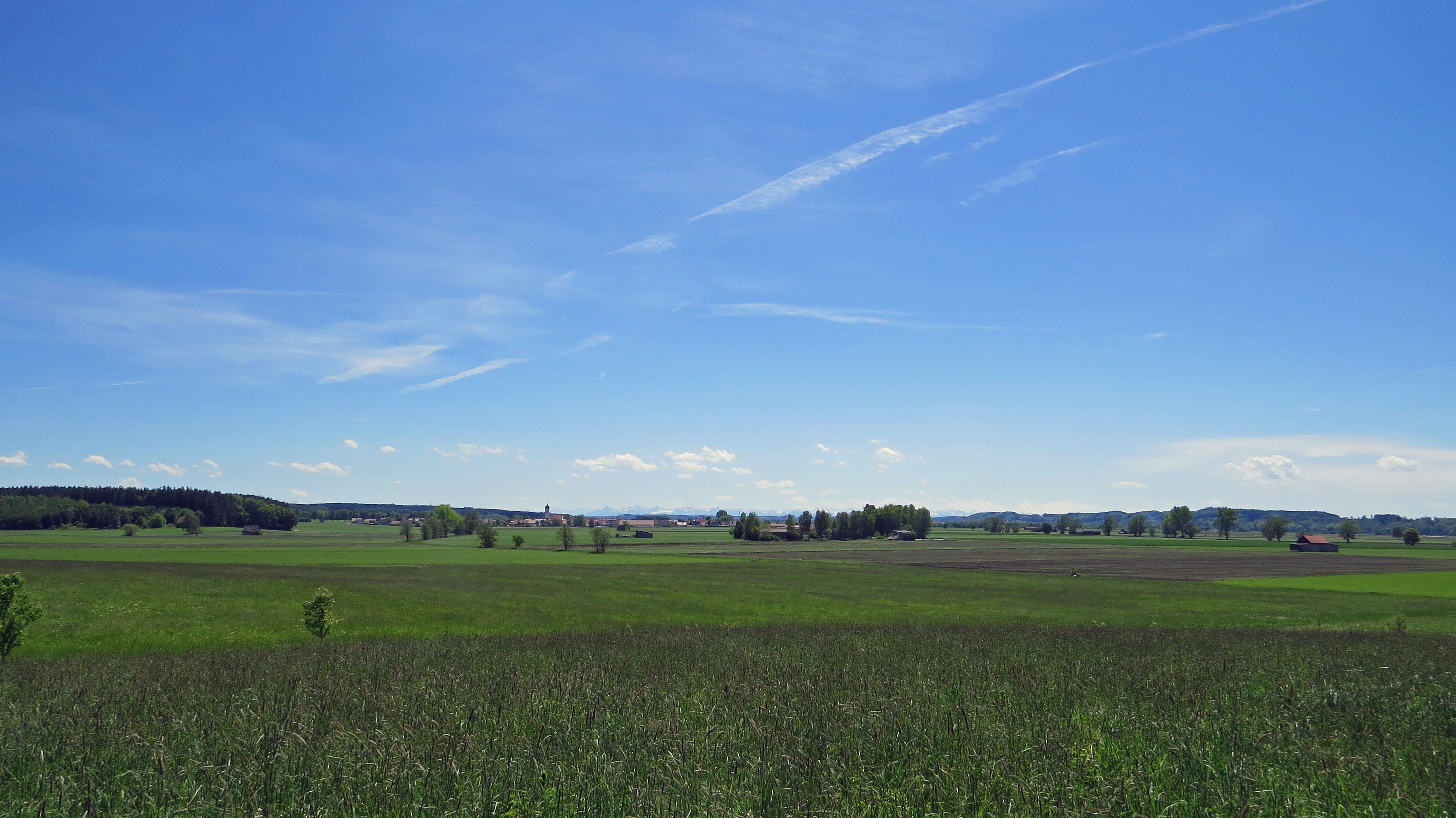
Nassenbeuren von Norden

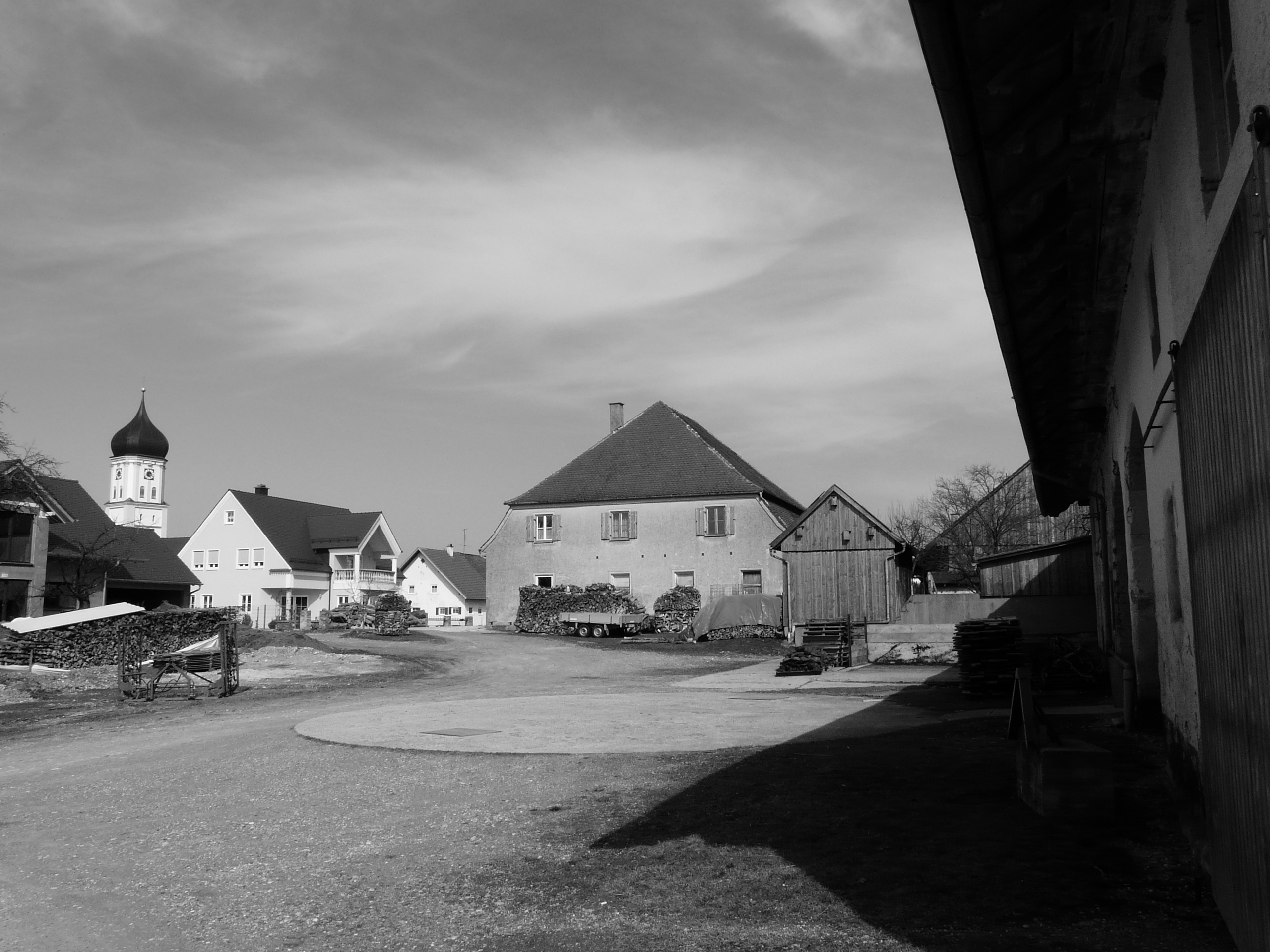
Ehem. Molkerei in Nassenbeuren

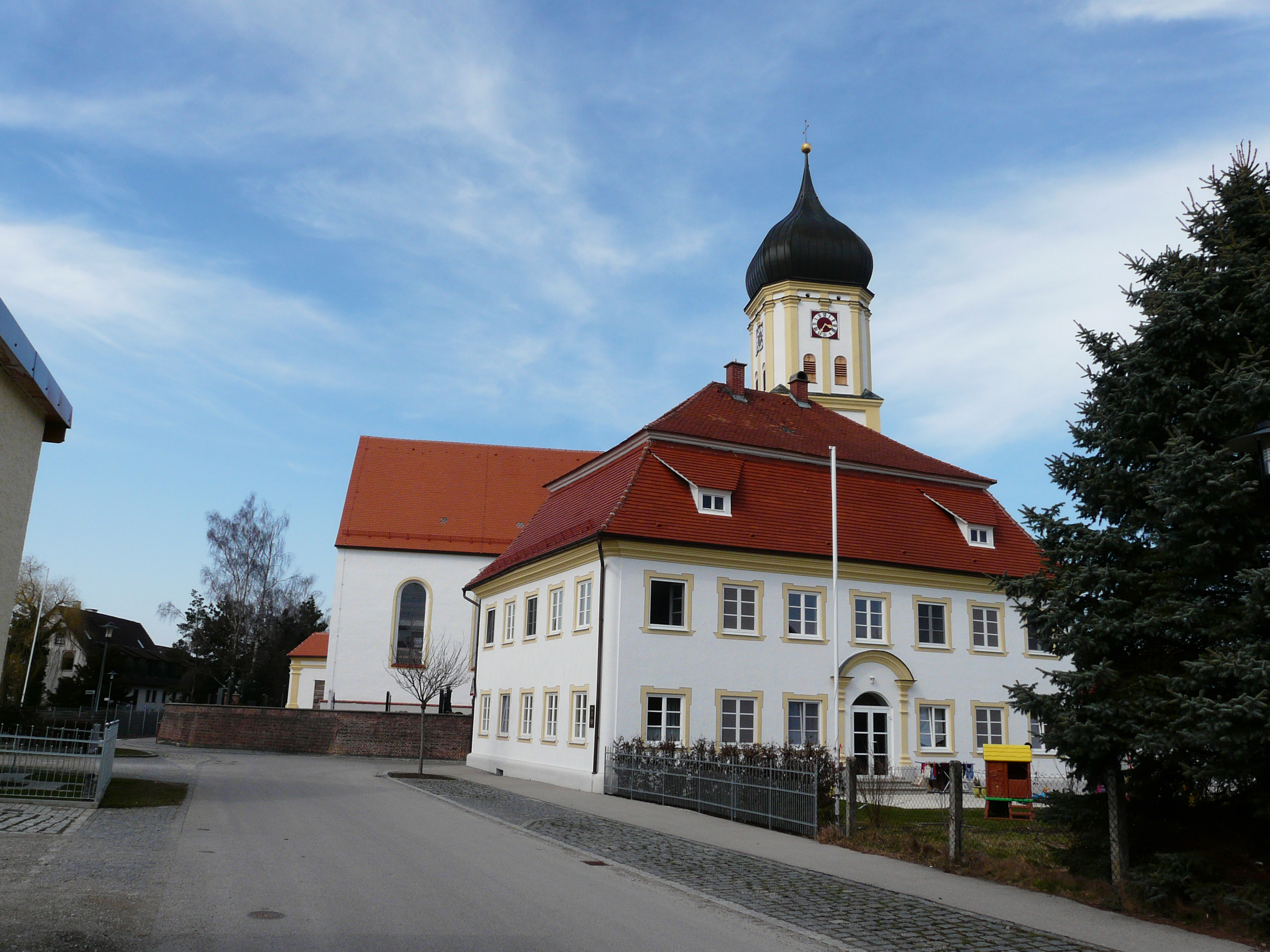
Pfarrhof und Kirche in Nassenbeuren

Nassenbeuren ist ein Ortsteil der Kreisstadt Mindelheim. Zum Ort gehören Lohhof und Wiesmühle.

## Geographie
Das Pfarrdorf Ort liegt etwa drei Kilometer nördlich von Mindelheim und ist durch eine Gemeindestraße an den Hauptort angebunden. Im Osten wird der Ort durch den Mindelheimer Stadtwald begrenzt. Im Norden, Süden und Westen wird das Gebiet größtenteils landwirtschaftlich genutzt. Im Westen verläuft die Bundesstraße 16.

## Geschichte
Der Ort wurde erstmals 1105 in einer Schenkungsurkunde erwähnt, als der Edelfreie Konrad von Balzhausen eine Reihe von Gütern dem Kloster St. Blasien schenkte. Hallstattzeitliche Grabhügel deuten aber auf einen wesentlich früheren Besiedlungszeitpunkt hin. Eine weitere Erwähnung fand der Ort im Jahre 1150, als ein Heinricus decanus de Nazzenburen eine Schenkung bezeugte. Das Katharinenkloster und das Kloster St. Blasien besaßen lange Zeit Güter im Ort. Schwigger von Mindelheim übergab 1297 St. Ulrich und Afra in Augsburg die Vogtei über zwei Höfe. Der Abt des Klosters St. Blasien bestätigte dem Inhaber des Maierhofes ein Wegerecht zur Kirche St. Vitus. Das Präsentationsrecht ging 1524 an Georg von Frundsberg über. Das Kloster St. Blasien trennte sich 1541 von allen Gütern im Ort. Margarethe von Frundsberg kaufte sie dem Kloster für 2398 Gulden ab. Um 1700 wurde die Kirche umgebaut und 1739 erweitert. Die Wallfahrtskirche Maria Schnee wurde 1656 durch die Gemeinde erbaut. Das erste Telefon im Ort wurde 1908 eingerichtet. Die Mittelschwabenbahn wurde hier 1909 in Betrieb genommen. Stromanschluss erhielt Nassenbeuren im Jahr 1913. Eine elektrische Straßenbeleuchtung wurde 1949 eingerichtet. In den beiden Weltkriegen starben einige Soldaten aus Nassenbeuren. Der Ort selbst wurde nicht angegriffen, jedoch kam es ab dem 26. April 1945 zu Plünderungen durch Fremdarbeiter.
Die Gemeinde Nassenbeuren wurde bei der Gebietsreform in Bayern am 1. Mai 1978 in die Kreisstadt Mindelheim eingegliedert.

## Sehenswürdigkeiten
- Pfarrkirche St. Vitus
- Wallfahrtskirche Maria Schnee
- Etwa einen Kilometer südöstlich der Kirche befindet sich ein Sühnekreuz aus Tuffstein.[3]

→ Liste der Baudenkmäler in Nassenbeuren

## Persönlichkeiten
- Ludwig Zinth, Reichstagsabgeordneter und Bürgermeister von Ingenried
- Christoph von Schmid, Komponist des Weihnachtsliedes Ihr Kinderlein kommet, war von 1791 bis 1795 Kaplan in Nassenbeuren.
- Helmut Spanner (* 1951), Autor von Kinder- und Bilderbüchern, lebt in München und Nassenbeuren.